# ブラウザ (GUI)
GUIパーツのブラウザ（browser）は、複数段にカテゴリ分けされた情報を上位から絞り込み一覧表示するための機構である。単一列の表が横に複数並んだ形状をしており、ある項目を選択するとその下位項目が右側の表に一覧表示されるようになっている。選択の深さは通常任意であり、必要に応じて表がつぎ足される。

## 概要
オリジナルはSmalltalkのソースツリーを表示する為のビューであり、その後NeXTSTEPのファイルブラウザなどに採用された。
ある項目にたどり着くまでの道筋が全て表示でき、それを途中で切り替える事ができる。見通しもよく、深い階層を持つツリー状の情報表示に便利である。また末端項目については下位項目の替わりにプレビューを表示するなどの柔軟性にも優れる。逆に複数の属性を並べる事ができないので、項目のソートには向いていない。
macOSのFinderでは、テーブル表示とブラウザ表示を切り替える事でお互いの弱点を補う仕組みになっている。
なお、ウェブブラウザよりもこちらのブラウザの方がコンピュータ用語として古い。